# 심플론 터널
심플론 터널(이탈리아어: Traforo del Sempione, 독일어: Simplontunnel)은 알프스산맥을 관통하여 스위스 브리크와 이탈리아 도모도솔라를 연결하는 철도 터널이다. 다만, 비교적 직선적인 경로 때문에 심플론 고개 바로 아래를 통과하지는 않는다. 거의 20년 격차를 두고 건설된 2개의 단선 터널로 구성되어 있다. 1982년 다이시미즈 터널이 개통되기까지 76년간 세계 최장의 철도 터널이었다.
심플론 터널은 해발 705m의 높이로 2016년 고트하르트 베이스 터널이 개통될 때까지 110년 동안 가장 낮은 알프스 직교 터널이었다. 이 터널은 약 2,150m의 암석 오버레이를 가지고 있는데, 이는 당시 세계 기록이기도 하다. 터널 내부 온도는 56 °C까지 측정되었다.
심플론 터널의 첫 단선 터널은 1898년에 착공되었다. 이탈리아 왕 비토리오 에마누엘레 3세와 스위스 연방 의회 의장 루드비히 포러에 의해 1906년 5월 10일에 브리크에서 터널이 개통했다. 건설은 헤르만 호이스틀러(Hermann Häustler)와 후고 폰 카거(Hugo von Kager)이 맡았으며, 터널의 길이는 19,803m였다. 두 번째 터널은 1912년에 착공되어 1921년에 개통했다. 이쪽의 전체 길이는 19,824m였다.

## 역사
스위스에서 최초의 철도가 개통한 곧, 스위스의 각 지방은 각각 알프스산맥을 통해 이탈리아와 남북으로 연결되는 다른 노선을 요구하게 되었다. 스위스 동부에서는 스플뤼겐 고개 또는 루크마니에 고개를 통한 노선을 지지하고, 스위스 중앙부와 취리히는 고터드 고개를 통한 노선을 지지하고, 스위스 서부는 심플론 고개를 통한 노선을 지지했다.
1871년에 알프스산맥을 관통하는 최초의 철도선이 완성되었다. 이탈리아와 프랑스를 연결하는 프레주스 철도 터널이다.
1878년 7월 1일에 심플론 철도 회사(Compagnie du chemin de fer du Simplon)가 계획 추진을 위해 설립되었다. 1881년 서부 스위스 철도 (Chemins de Fer de la Suisse Occidentale)와 합병하여 서부 스위스-심플론 회사가 되었다. 서부 스위스-심플론 회사의 프랑스인 투자자는 터널에 대한 출자를 1886년에 획득했다. 회사는 31개의 제안을 검토하고, 그리스와 곤도를 연결하는, 완전히 스위스 영내가 되는 터널의 건설을 포함한 제안을 선택했다. 곤도는 그라디언트 노선으로 디베드로 골짜기를 내리고 도모도솔라로 이어질 계획이었다.
그러나 1889년 7월에 열린 스위스와 이탈리아의 회의에서 양국의 영토를 연결해 거의 20km에 달하는 터널을 건설하는 것이 합의되었다. 터널 건설 자금을 확보하기 위해 서부 스위스-심플론 회사는 쥐라-베른-루체른 철도와 합병해 쥐라-심플론 철도가 발족했다.
스위스 정부가 참여함에 따라 심플론 터널을 통해 브리크에서 도모도솔라까지의 쥐라-심플론 철도 건설과 운행에 관한 이탈리아와의 조약이 1895년 11월 25일에 체결되었다. 터널의 경로는 군사적 검토로부터 결정되었고, 양국의 국경은 터널의 중간 부근에 오도록 설정되었고, 전시에는 어느 나라도 터널을 폐쇄할 수 있게 되었다.
1903년 5월 1일, 쥐라-심플론 철도는 국유화되어 스위스 연방 철도(스위스 국철)의 일부가 되었고, 스위스 국철이 터널을 완성시켰다.

### 건설
터널 건설은 칼 브란다우와 알프레이트 브란트가 이끄는 함부르크 건설 회사, 브란트 운트 브란다우에 의해 수행되었다. 건설현장에서는 평균하면 하루 3,000명의 노동자가 일하고 있었다. 대부분은 이탈리아인의 노동자였고, 매우 심한 노동 조건으로 고통받고 있었다. 67명이 사고로 사망하고, 그 밖에도 많은 것이 병으로 사망하고 있다. 건설 중에는 여러 번 파업이 발생하여 자경단과 스위스군이 개입하게 되었다.
터널의 흙은 2,135m에 달했고, 온도는 섭씨 42도에 달할 것으로 예상되었기 때문에 새로운 공법이 개발되었다. 단선 본교 외에, 17m 떨어진 위치에 병행하여 터널을 파고, 200m마다 본갱과 연락로에서 연결되어 있으며, 거기에서 파이프로 본교 노동자에게 신선한 공기가 공급되게 되었다. 어쨌든 필요하다면, 이 병행 터널은 두번째 본갱으로 확장하도록 구상되고 있었다. 터널 내에서 열차 환승을 가능하게 하기 위해 터널 중간에 500m 길이의 병렬 터널을 파고 열차 교체를 위한 신호장으로 운용되었다.
첫 번째 심플론 터널은 길이 19,803m로 양쪽 터널 입구 부근에 약간 짧은 곡선이 있지만, 거의 직선으로 건설되었다.
1905년 2월 24일 양측에서 건설이 진행된 터널이 관통했다. 터널의 편차는 수평 방향으로 202mm, 수직 방향으로 87mm이었다. 물이 유입되거나 파업이 발생하는 등의 문제가 발생하여, 예정된 5년 6개월의 계획이 7년 6개월이 걸려 끝이 났다.

### 운행과 통신
터널을 통한 열차 운행은 1906년 5월 19일에 시작되었다. 그 길이 때문에, 처음부터 증기기관차가 아닌 전기에 의한 운전이 이루어졌다. 전기 운전을 하기 위한 공식적인 결정은 터널이 개통되기 불과 반년 전에 막 출범했던 스위스 국철에 의해 내려졌다. 전기 작업은 브라운 보베리에 발주되었다. 이 회사는 1904년에 당시 이탈리아에서 도입되고 있던 3상 교류로 3,400V 15.8Hz의 전력을 2개의 가선과 레일을 제3의 도체로 이용하는 구조로 공급한다는 전화 방식의 채용을 결정했다. 브라운 보벨리는 전기 기관차를 소유하지 않았고, 처음에는 이탈리아에서 1901년부터 1902년에 걸쳐 이 방식으로 전화된 코리코 -키아벤나- 티라노 간 노선을 소유하고 있던 알타 발테리나 철도의 RA361 - 363호 기관차 3량을 모회사인 레이테 아드리아티카 철도에서 매입했다. 이 3개의 기관차가 1908년까지 동안 터널을 통과하는 모든 기차를 견인했다. 1930년 3월 2일, 심플론 터널은 단상 교류 15kV 16.7Hz 방식으로 전환되었다.

### 복선화
1912년부터 1921년까지 두 번째 심플론 터널로도 알려진 총 길이 19,823m의 두 번째 터널이 굴착되었다. 1922년 1월 7일에 북쪽 입구에서 터널 중간에 있는 500m 길이의 대피선까지의 구간이 개통하고, 이어 10월 16일에 남쪽의 입구로부터 이 대피선까지의 구간이 개통했다.

### 제2차 세계대전
제2차 세계대전 중에는 국경의 어느 쪽에서도 터널 폭파에 대비한 준비가 이루어졌다. 이탈리아에서는 1945년 퇴각하던 독일군이 터널을 폭파할 계획을 하고 있었지만, 스위스 측 담당자 2명과 오스트리아 탈주병의 지원을 받은 이탈리아 파르티잔이 이를 저지했다.
|  |  |  |

## 현재와 미래

### 자동차 수송 셔틀 열차
브리크와 이젤레 디 트러스퀘어 사이에서는 심플론 고개를 경유하여 차를 운전하는 대신 자동차 운송 셔틀 열차(카트레인)가 소요 20분 만에 운전되고 있다. 이 항법은 1959년 12월 1일에 시작되었다. 1970년대부터 1980년대에 걸쳐, 심플론 고개를 넘는 도로는 꾸준히 개량되어 왔기 때문에, 이 셔틀 열차의 운행 개수는 삭감되어, 1993년 1월 3일에 폐지가 되었다. 그리고 거의 12년 후인 2004년 12월 12일에 운행이 재개되어 90분 간격으로 운전하고 있다.

### 피기백 운송
1990년대 초, 레추베르크 터널과 심플론 터널을 통해 알프스산맥을 횡단하는 피기백 운송 시스템을 도입하는 프로젝트가 시작되었다. 이러한 수송은 심플론 터널의 기존 단면 크기에서도 가능했지만, 그 수송 능력은 엄격히 제한을 받게 되었다. 4m 높이의 일반 트럭을 운송하기 위해서는 터널 높이가 너무 낮다. 따라서 선로를 낮추면 터널의 허용 높이가 향상되었다. 이 터널의 선로 파는 공사는 1995년에 시작되어 8년이 걸렸다. 동시에 터널의 상단이 개수되었고 배수 터널은 다시 만들어졌다. 공압삭암기에 의해 20만 입방미터의 암석이 제거되었다.
이에 더하여, 필요한 공차 4.9m를 달성하기 위해, 통상의 가공 전차선 방식으로 사용되고 있는 가선으로부터 강체 가선으로의 갱신이 행해졌다. 1980년대 말 전장 1km의 강체 가선으로 160km /h 운전을 하는 실험이 이루어졌다. 이 실험 전에는 강체 가선 구간에서는 스위스에서는 110km/h, 국제열차에서는 80km/h로 제한되어 있었다.
이 개수 기간 중, 열차의 운행에는 제한이 행해지고 있었다.

### 터널 접근 경로 개선
뢰치베르크 - 심플론 루트의 수송 능력을 강화하기 위해 북쪽에서는 베른에서 로잔, 남쪽에서는 노바라에서 밀라노 등의 범위에서 액세스 루트로 다양한 개량이 이루어졌다. 최대 규모의 개량 공사는 바젤 -베른 사이의 노선으로부터 뢰치베르크 터널을 경유하는 북측의 접근 루트에 대하여 행해졌다. 1976년부터 2007년까지 3개의 큰 개량이 이루어졌다. 첫 번째는 슈피츠와 브리크 사이에 남아 있던 단선 구간이 복선화되었다. 또한, 터널 단면은 피기백 운송에 맞게 개선되었지만, 경우에 따라 한계 확장은 복선 중 하나에만 유지되었다. 마지막으로 2007년 뢰치베르크 베이스 터널이 개통했다. 다만 건설비용을 줄이기 위해 이 터널의 일부는 단선으로 남아 있다.
이탈리아 측에서도 피기백 수송에 맞춰 한계 확대가 이루어졌다. 이곳에서도 경제적인 이유로 종종 복선 중 하나의 노선만이 피기백 수송 대응으로 여겨졌다. 도모도솔라의 남쪽에서는, 오르타 호수를 경유해 노바라까지의 단선이 전철화되어 근대화되었다.
현대의 통과 교통에 있어서는 그다지 중요하지 않게 된, 파리나 로잔에서 심플론 터널로부터 접근하는 전통적인 노선은, 1985년부터 2004년에 걸쳐 스위스 전역에 걸치는 철도 개량 계획인 번2000 계획에 맞추어 개량이 진행되었다. 추가 개선이 제안되었다. 2004년 11월에는 루트에 마지막으로 남겨진 단선 구간을 대체하는 론강 계곡의 잘게쉬에서 로이크까지 7km의 신선이 개통되었다. 「철도의 장래 건설 계획」(ZEB)에서는, 이 론강에 있어서의 긴 직선 구간에서 최고 속도를 160 km/h에서 200 km/h로 향상하게 되어 있다.

### 2011년 화재 사고
2011년 6월 9일 이른 아침, 이탈리아발 독일행의 화물열차로부터 출화해, 제2터널의 이탈리아측 갱구로부터 약 3km 들어간 곳에서 정차했다. 운전사는 무사히 탈출하여 인명피해는 없었지만, 진화까지 12시간을 필요로 했고, 내벽이 타버렸다. 6월 11일부터 제1터널을 이용한 단선으로 운전을 재개하고 터널만의 단선 운전으로 운행되고 있었다. 스위스 국철은 7월 27일 예상보다 피해가 크기 때문에 잠정 다이어를 2011년 12월 11일 차기 다이어 개정까지 계속하고, 그 이후에도 터널 노후화에 대한 수선 공사를 계속하기 위해 2014년에 맞춰 3년 반 동안, 씨닝 운전을 계속한다고 발표했다. 이 중 터널 복구는 1200만 스위스 프랑을 소요하여 11월 18일에 완료되었지만, 노후 시설 수선에 1억 5000만 스위스 프랑의 경비가 추정되고 있다.

## 문학
- 카 2 - 2011년 공개된 애니메이션 영화. 제2경기의 이탈리아로 이동하는 도중에 등장한다. 단선 터널로 그려져 있고, 항구의 양측에 원형 장식이 있기 때문에 실재하는 것과는 다르지만, 최초의 터널이 착공한 해와 제2의 터널이 개통한 해가 표기되고 있다. 그래서 이 터널 자체이다.